# Vikingaattacken mot Hamburg
Vikingaattacken mot Hamburg skedde enligt annalerna från klostret i Fulda år 845. När Adam av Bremen skrev sin historia cirka 1070 angav han däremot årtalet till 840. Då Fuldaannalerna ligger närmare händelsen bör dock 845 hållas för det troligare årtalet.
Rimbert använde sig i sin handskrift över Ansgars liv, Vita Anskarii, av Fuldaannalerna för att beskriva händelserna i Hamburg. Vikingarna anföll oförmodat Hamburg med en stor flotta. Invånarna hann därför inte samla krigsfolk från omliggande områden. Greve Bernhar, som hade befälet över stadens försvar, var dessutom bortrest. Ansgar, som i egenskap av biskop fanns i staden, ville samla försvaret inne i den befästa staden och på handelsplatsen utanför. Staden belägrades och Ansgar insåg till slut det hopplösa i att hålla stånd: ”Själv lyckades han med knapp nöd undkomma utan att ens få med sig sin kappa, under det att hans präster skingrades i flykt åt alla håll,” skriver Rimbert.
Vikingarna erövrade staden och skövlade denna och handelsplatsen. Efter att ha satt eld på allt gav de sig iväg. ”Kyrkan, som hade byggts med stor konstskicklighet under herr biskopens ledning, lades i aska liksom det förnämligt inredda klostret. Den vackert skrivna bibel som hans majestät kejsaren hade skänkt vår fader Ansgar blev lågornas rov tillsammans med flera andra böcker,” skriver Rimbert.